# Deemston
Deemston est un borough situé au sud-est du comté de Washington, en Pennsylvanie, aux États-Unis,. En 2010, il comptait une population de 722 habitants, estimée au 1er juillet 2020 à 728 habitants. Le borough est fondé en 1894 et incorporé le 12 novembre 1894.

## Démographie
Lors du recensement de 2010, le borough comptait une population de 722 habitants. Elle est estimée, en 2020, à 728 habitants.